# Guillaume Lucemburský
Princ Vilém, dědičný lucemburský velkovévoda (francouzsky Guillaume Jean Joseph Marie de Luxembourg; * 11. listopadu 1981, Lucemburk) je nejstarší syn lucemburského velkovévody Jindřicha a jeho ženy Marie Terezy.

## Život a činnost
Jeho kmotry se stali jeho teta, princezna Marie-Astrid Lucemburská a jeho strýc princ Vilém Lucemburský. On sám je pak kmotrem svého nejmladšího bratra prince Sebastiana, bratrance prince Pavla-Ludvíka Nasavského, prince Emanuela Belgického, princezny Ariany Nizozemské a svého synovce Noaha z Nassau.

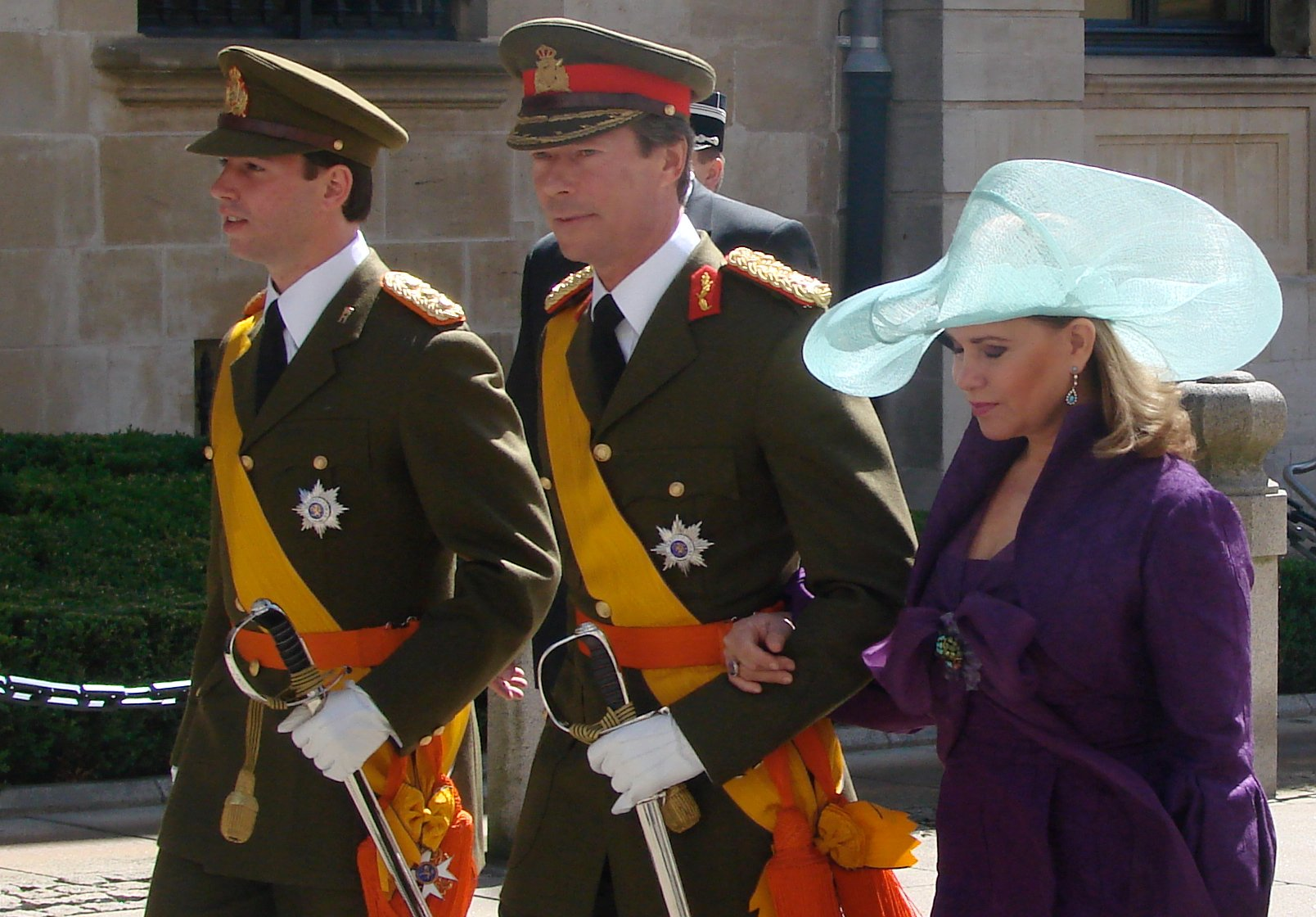
Dědičný velkovévoda Guillaume s rodiči

Princ Guillaume studoval v Lucembursku, Švýcarsku a Anglii. Získal bakalářský titul v oblasti mezinárodní politiky, a v současné době pokračuje ve studiu geopolitiky ve Švýcarsku. Mluví lucembursky, francouzsky, německy, španělsky a anglicky. Osobně se účastnil humanitárních akcí v Nepálu a Mexiku.
Od 18. prosince 2000 je oficiálně dědičným lucemburským velkovévodou. Je prvním v pořadí následnictví lucemburského trůnu.
Své rodiče reprezentuje často na různých zahraničních akcích, jako byly narozeniny norské královny Sonji nebo narozeniny nizozemského tehdejšího následníka trůnu prince (současného krále) Viléma-Alexandra. Je též patronem několika lucemburských nadací.
Dne 19. října 2012 se budoucí lucemburský vévoda oženil s hraběnkou Stéphanií de Lannoy. Dne 10. května 2020 se páru narodil syn Karel Lucemburský a dne 27. března 2023 syn François Lucemburský.

## Vyznamenání
- rytíř Nasavského domácího řádu zlatého lva – Lucembursko, 11. listopadu 1981[1]
- velkokříž Řádu Adolfa Nasavského – Lucembursko, 11. listopadu 1981
- Řád bílého dvojkříže II. třídy – Slovensko, 7. září 2005 – udělil prezident Ivan Gašparovič[2][3]
- velkokříž Řádu zásluh o Italskou republiku – Itálie, 30. ledna 2009[4][5]
- velkokříž Řádu Oranžsko-nasavského – Nizozemsko, 21. března 2012
- velkokříž Řádu dubové koruny – Lucembursko, 23. června 2012[6]
- Inaugurační medaile krále Viléma-Alexandra – Nizozemsko, 30. dubna 2013
- velkokříž Řádu avizských rytířů – Portugalsko, 23. května 2017[7]
- velkodůstojník Řádu čestné legie – Francie